# Mandirituba
Mandirituba é um município brasileiro do estado do Paraná, pertencente à Região Metropolitana de Curitiba.

## Etimologia
Mandirituba é um vocábulo indígena que significa "lugar onde há muitas abelhas", colmeal. Do tupi manduri: manduri; e tyba: abundância, grande quantidade.

## História
A fase do ouro foi realmente a responsável pela povoação dos Campos Gerais. A partir do século XVII, iniciou-se a cata do ouro de aluvião, e apesar do resultado da garimpagem nunca ter sido o esperado, quando se esgotou, a população garimpeira que aí permaneceu, dando origem a inúmeros povoados. Esses garimpeiros desiludidos com a busca infrutífera do vil metal, voltaram à agricultura como meio de sobrevivência. Mais tarde, com a escassez de mão de obra, esta mesma sociedade busca no escravagismo do negro africano, a solução de seus problemas.
É neste contexto que surge o tropeirismo e a Estrada da Mata, que era apenas um trecho do histórico "Caminho de Sorocaba", por onde era transportado o gado que saía de Viamão, no Rio Grande do Sul, até a feira de Sorocaba, principal centro comercial da época. A Estrada da Mata, que cortava os Campos Gerais do Paraná, e ía até os Campos de Lages, propiciou o estabelecimento de muitas propriedades agrícolas na região, onde hoje encontra o município de Mandirituba, muitas fazendas se desenvolveram, acompanhando os ciclos econômicos inerentes à sua época.
O período do extrativismo da madeira foi considerado um ciclo devastador no Estado do Paraná, no entanto de grande importância, por permitir a expansão das frentes colonizadoras. Depois da madeira se tornar um dos principais produtos de exportação, propiciou o início do ciclo agroindustrial no Estado.
No ano de 1900 foi instalada uma serraria na localidade denominada Fazenda Rio Grande, dentro do território do município de São José dos Pinhais. A propriedade era da empresa Irmãos Bettega Ltda., que foram os responsáveis pela construção das duas primeiras casas comerciais e de uma escola. Mais casas foram sendo construídas e o lugar se desenvolveu.
Em 1909, o crescente lugarejo de Estrada de Mandirituba, foi elevado a Distrito Judiciário, no dia 17 de maio, pelo Decreto Estadual nº 243, simplificando sua denominação para Mandirituba. Nessa época seu território pertencia à Comarca de São José dos Pinhais.
Pela Lei Estadual nº 4.245, de 25 de julho de 1960, Mandirituba foi elevada à categoria de município, desmembrando-se do município de São José dos Pinhais. Sua instalação oficial se deu em 15 de novembro de 1961, quando foram empossados seus representantes locais.

## Demografia
Sua população, conforme o Censo de 2010 era de 22.235 habitantes, composta principalmente por descendentes de portugueses, poloneses, ucranianos, italianos e alemães, além de migrantes vindos de outras regiões do Paraná e do Brasil.

### Raças
| Cor/Raça  | Percentagem |
| --------- | ----------- |
| Brancos   | 72.18%      |
| Pardos    | 26.02%      |
| Pretos    | 1.48%       |
| Amarelos  | 0.24%       |
| Indígenas | 0.08%       |

## Geografia
O município faz parte da Região Metropolitana de Curitiba, tendo como limites: Fazenda Rio Grande ao norte; Agudos do Sul ao sul; São José dos Pinhais e Tijucas do Sul a leste; Quitandinha, Contenda e Araucária a oeste.
Localiza-se a -25º 46' 44" de latitude sul e -49º 19' 34" de longitude oeste, a uma altitude de 925 metros, ocupando uma área de 379,179 km².

### Subdivisões
Mandirituba tem dois distritos: Mandirituba (sede) e Areia Branca do Assis. Até 1990, o atual município de Fazenda Rio Grande era o terceiro distrito de Mandirituba.

### Clima
O clima é subtropical úmido mesotérmico, de verões frescos e com ocorrências de geadas severas e frequentes, não apresentando estação seca.
| Gráfico climático para Mandirituba                                            | Gráfico climático para Mandirituba | Gráfico climático para Mandirituba | Gráfico climático para Mandirituba | Gráfico climático para Mandirituba | Gráfico climático para Mandirituba | Gráfico climático para Mandirituba | Gráfico climático para Mandirituba | Gráfico climático para Mandirituba | Gráfico climático para Mandirituba | Gráfico climático para Mandirituba | Gráfico climático para Mandirituba |
| ----------------------------------------------------------------------------- | ---------------------------------- | ---------------------------------- | ---------------------------------- | ---------------------------------- | ---------------------------------- | ---------------------------------- | ---------------------------------- | ---------------------------------- | ---------------------------------- | ---------------------------------- | ---------------------------------- |
| J                                                                             | F                                  | M                                  | A                                  | M                                  | J                                  | J                                  | A                                  | S                                  | O                                  | N                                  | D                                  |
| 196 26 16                                                                     | 193 25 16                          | 161 25 15                          | 98 23 12                           | 88 21 9                            | 93 19 7                            | 76 20 7                            | 85 21 8                            | 113 21 10                          | 137 23 12                          | 114 25 13                          | 142 26 15                          |
| Temperaturas em °C • Precipitações em mmFonte: Jornal do Tempo - Climatologia |                                    |                                    |                                    |                                    |                                    |                                    |                                    |                                    |                                    |                                    |                                    |

## Transporte
O município de Mandirituba é servido pelas seguintes rodovias:
- BR-116, que liga Curitiba a Porto Alegre
- PR-419, que liga o distrito de Areia Branca do Assis a Agudos do Sul (e a Santa Catarina - São Bento do Sul)